# Contravenção
A contravenção ou contraordenação - no âmbito do direito de determinados países - é uma infração penal considerada como de menor gravidade que a de um crime. Este tipo de infração é normalmente punida com uma sanção leve, que - conforme o país e a respetiva lei - pode consistir em pena de prisão simples, sanção pecuniária (multa ou coima) ou outro tipo de punição.

## Etimologia
A palavra portuguesa "contravenção" tem sua origem etimológica na palavra latina contravenire e na palavra francesa contravention, ambas as expressões com o mesmo significado: "ir contra a lei"  e, em sistemas jurídicos oriundos do common law recebe o nome de  misdemeanor.
Por sua vez, a palavra "contraordenação" resulta da junção do elemento "contra-" com "ordenação", significando portanto "contrariar uma ordenação", ou seja "ir contra uma lei" ou "contra um regulamento".

## Brasil
Sua lei regulamentadora, no Brasil, é o Decreto Lei nº 3.688, de 03 de outubro de 1941, instituído pelo então presidente Getúlio Vargas e ainda vigente.  A capacidade legal (competência) para realizar o julgamento dessas espécies penais é do Juizado Especial Criminal, já que são entendidas como infrações de menor potencial ofensivo. Um exemplo de contravenção é a perturbação do sossego.

### Diferenças entre crime e contravenção
A contravenção é uma infração considerada de menor gravidade que o crime. Esse julgamento pode variar ao longo do tempo pelo legislador, consoante a evolução da sociedade. Por exemplo: no Brasil, o porte ilegal de armas já foi considerado contravenção penal: com o advento do Estatuto do Desarmamento, em 2003, passou a ser considerado crime.
Dentre os tipos, o crime é considerado a infração penal mais grave, podendo cominar pena de reclusão e detenção até 30 anos, podendo, a ação penal ser pública e privada e sua tentativa é punível. A contravenção é considerada mais leve, admitindo prisão simples até 5 anos, somente ação penal incondicionada e a hipótese de tentativa não é punível
A diferenciação é estabelecida de forma doutrinária pelo direito penal, o qual estabelece tanto o crime (ou delito) e contravenção como espécies de infração penal. Em suma, a diferença entre crime e contravenção não diz respeito a qualidade do ato cometido, mas, sim, apenas no campo da aplicada ao ilícito cometido. Enquanto aos crimes são aplicadas as penas de reclusão (mais grave das punições, a qual admite o regime inicial fechado) e detenção (não admite o regime inicial fechado), aplicam-se às contravenções, somente, prisão simples (não admite o regime fechado em hipótese alguma) .

## Portugal
No direito português, uma contraordenação consiste numa infração, de menor gravidade que um crime, processada por uma autoridade administrativa, punível com coima e eventualmente por sanções acessórias, que nunca podem ser convertidas em prisão. Por comparação, um crime é sempre julgado por um tribunal judicial, estando sujeito a ser punido com multa ou pena de prisão. As modernas contraordenações substituíram, na lei portuguesa, as antigas contravenções e transgressões.
As contraordenações encontram-se reguladas pelo Regime Geral das Contraordenações, estabelecido pelo decreto-lei nº 433/82, de 27 de outubro de 1982 e pelas sucessivas alterações a que este foi sujeito. Consistem em todos os factos ilícitos e censuráveis que preencham um tipo legal no qual se comine uma sanção pecuniária denominada "coima". A coima não deve ser confundida com a sanção pecuniária denominada "multa", a qual, no direito português, só pode ser aplicada por um tribunal e como punição por um crime. Para além da coima, a lei pode determinar que uma determinada contraordenação seja adicionalmente punida com sanções acessórias. Entre as sanções acessórias previstas, incluem-se a perda de objetos pertencentes ao agente da infração, a interdição do exercício de profissões ou atividades, o encerramento de estabelecimentos, a suspensão de autorizações, licenças ou alvarás, bem como outras. Só podem ser punidos os factos praticados com dolo ou, nos casos previstos pela lei, com negligência. Devido à sua natureza, a diversa legislação portuguesa, prevê um elevado número de contraordenações..
O processamento das contraordenações, bem como a aplicação das respetivas coimas e sanções acessórias cabe às autoridades administrativas que sejam competentes para tal, em razão das matéria ou da área territorial da ocorrência. Das decisões, despachos e demais medidas tomadas pelas autoridades administrativas no decurso do processo, há possibilidade de recurso para um tribunal competente.

Antigamente, as infrações hoje classificadas como "contraordenações" eram classificadas como "contravenções" ou "transgressões" e eram processadas diretamente pelos tribunais.. 